# John Newcombe
John David Newcombe (n. 23 mai 1944) este un fost jucător profesionist de tenis din Australia. Este unul dintre puținii jucători masculini care au fost locul 1 mondial atât la simplu, cât și la dublu. A câștigat șapte titluri de Grand Slam la simplu, 17 titluri la dublu masculin și două titluri la dublu mixt. El a contribuit la cinci titluri de Cupa Davis pentru Australia într-o epocă în care Cupa Davis era considerată la fel de importantă ca și majorele. Revista Tennis l-a clasat pe locul 10 în lista celor mai buni jucători masculin din perioada 1965-2005.